# HB Red Boys Differdange
Red Boys Differdange is een handbalvereniging uit Differdange, Luxemburg. Het eerste herenteam komt uit in de hoogste Luxemburgse herencompetitie en het eerste damesteam komt uit in de hoogste Luxemburgse damescompetitie.
Van 2010 tot en met 2014 heeft de herenploeg 4 seizoenen deelgenomen aan de Benelux Liga, maar wist de laatste 4 nooit te bereiken.

## Erelijst

### Heren
| Competitie    | Aantal | Jaren                                                |
| ------------- | ------ | ---------------------------------------------------- |
| Nationaal     |        |                                                      |
| Landskampioen | 6x     | 1989-90, 1990-91, 1996-97, 1997-98, 1998-99, 2015-16 |
| Bekerwinnaar  | 2x     | 1975-76, 1988-89                                     |